# The Hardest Part (песма групе Coldplay)
"The Hardest Part" (у преводу, Најтежи део) је четврти сингл са албума из 2005. године групе Колдплеј, X&Y. Песма је издата за британске радио и "даунлоуд“ сајтове 3. априла 2006. године, а међународно на ЦД-у у Европи, Јапану, Канади и Аустралији у мају и јуну 2006. године. Међународна верзија сингла је била доступна у Великој Британији 19. јуна 2006. У Француској и француским деловима Белгије и Швајцарске "" је издата уместо "The Hardest Part".

## Списак песама

### У Великој Британији
- Промо ЦД CDRDJ6687 издат марта 2006.

1. - 4:25

- 12" 12R6687 Live EP првобитно је требало да изађе 6. априла 2006. године, али је касније отказан.

### Међународни ЦД са две песме
- Европски ЦД 00946 3 63243 2 6 издат 15. маја 2006.
- Јапански ЦД TOCP-40189 издат 24. маја 2006.
- Аустралијски ЦД 0946 3 63242 2 7 издат 13. јуна 2006.

1. - 4:25

## Музички спот
Музички спот за песму "The Hardest Part" снимљен је 3. марта 2006. у Сант Петерзбургу, Флорида у марини за јахте. Овај спот је сличан споту групе Визер за песму ", јер користи исечак из краткотрајног програма из осамдесетих, "Attitudes", а бенд је дигитално убачен. Бенд заправо свира поред сцене где 84-годишња дама и њен 25-годишњи пријатељ приказују невероватне атлетске способности, упркос њеним годинама. Глумица Линда Дејно, која је играла „Фелицију Галант“ у сапуници Another World такође се појављује у споту и то преко материјала из "Attitudes". Спот је режирала Мери Вигмор. У једној другој верзији спота се појављује отац Криса Мартина, Ентони Мартин, али та верзија никад није пуштена у програм. Спот је први пут пуштен у среду, 22. марта у 23:05 на Channel 4 каналу у Великој Британији.

## Успеси на листама
У САД, "The Hardest Part" је доживео врхунац на месту #37. На Triple A радио-станици је ова песма достигла #18 на Radio & Records Triple A листи.